# Suspensory behavior

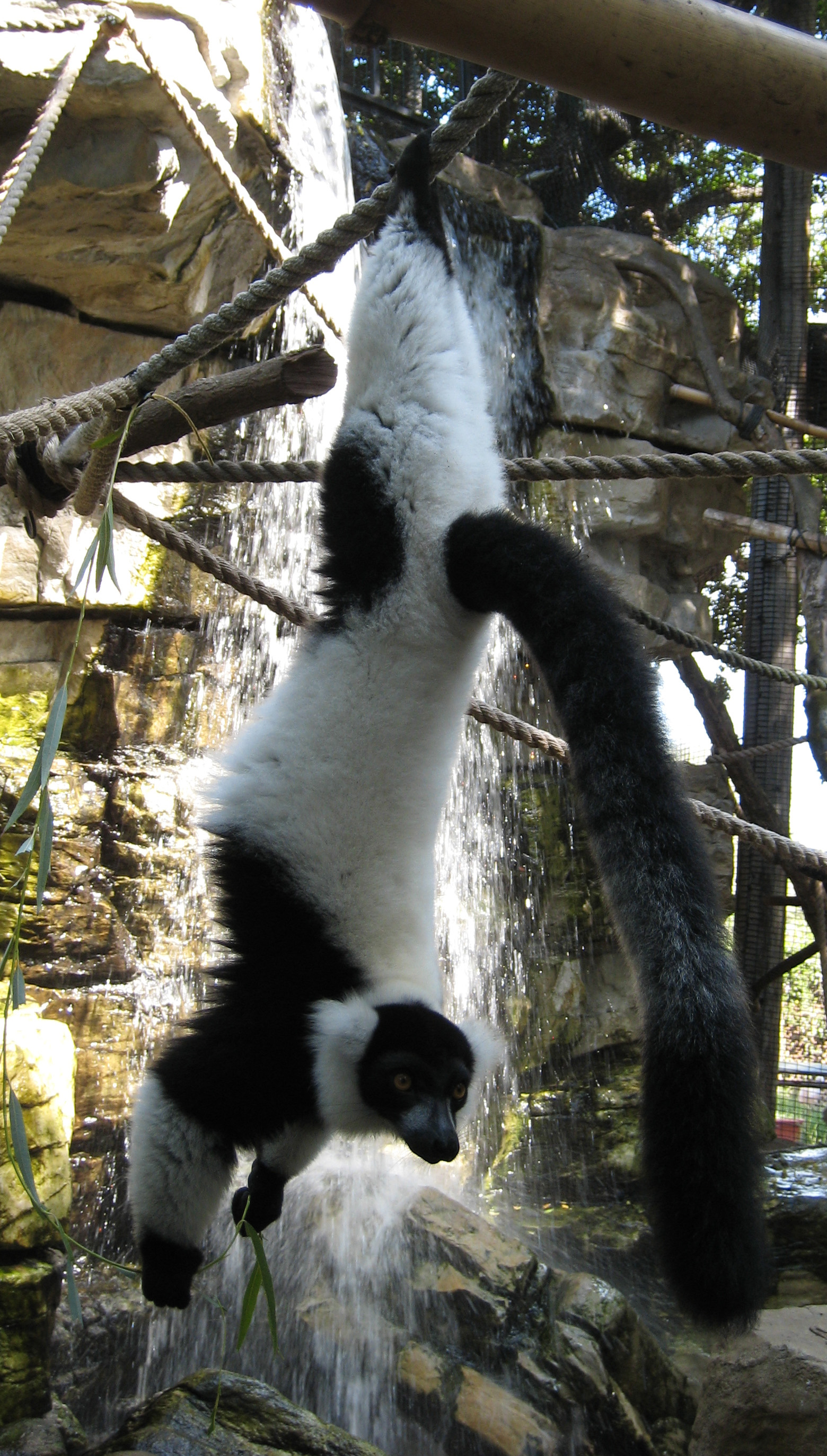
Lemur wari spożywający pokarm podczas zwisania z gałęzi

Suspensory behavior (pol. "zachowanie wiszadłowe") – forma nadrzewnego poruszania się i zachowanie związane z pobieraniem pokarmu spotykane u naczelnych. Polega na zwisaniu ciała poniżej lub wśród gałęzi zamiast stania czy chodzenia po nich. Obejmuje brachiację, wspinaczkę i mostkowanie. Pozwala większym gatunkom radzić sobie ze swą masą ciała wśród niewielkich gałązek, nie narażając zwierzęcia na balansowanie przy słabym podparciu.